# Euphorbia ingens
Euphorbia ingens E.Mey. ex Boiss. wordt 'naboom', 'gewone naboom', 'cactusboom' of 'cowboycactus' genoemd. De plant is geen cactus maar een lid uit de wolfsmelkfamilie.
De plant bevat, zoals de meeste Euphorbia-soorten, een melksap dat bij beschadiging meteen uit de plant vloeit.
Er zijn nog twee als kamerplanten gehouden Euphorbia-soorten die sterk op Euphorbia ingens lijken, maar waaraan in de lente vanuit de naaldpunten bladeren groeien: Euphorbia erythraeae en Euphorbia trigona.